# Peter Greve
Peter Greve (* 1910 in Tennenlohe; † 1983) war ein deutscher Bildhauer und Maler.

## Leben

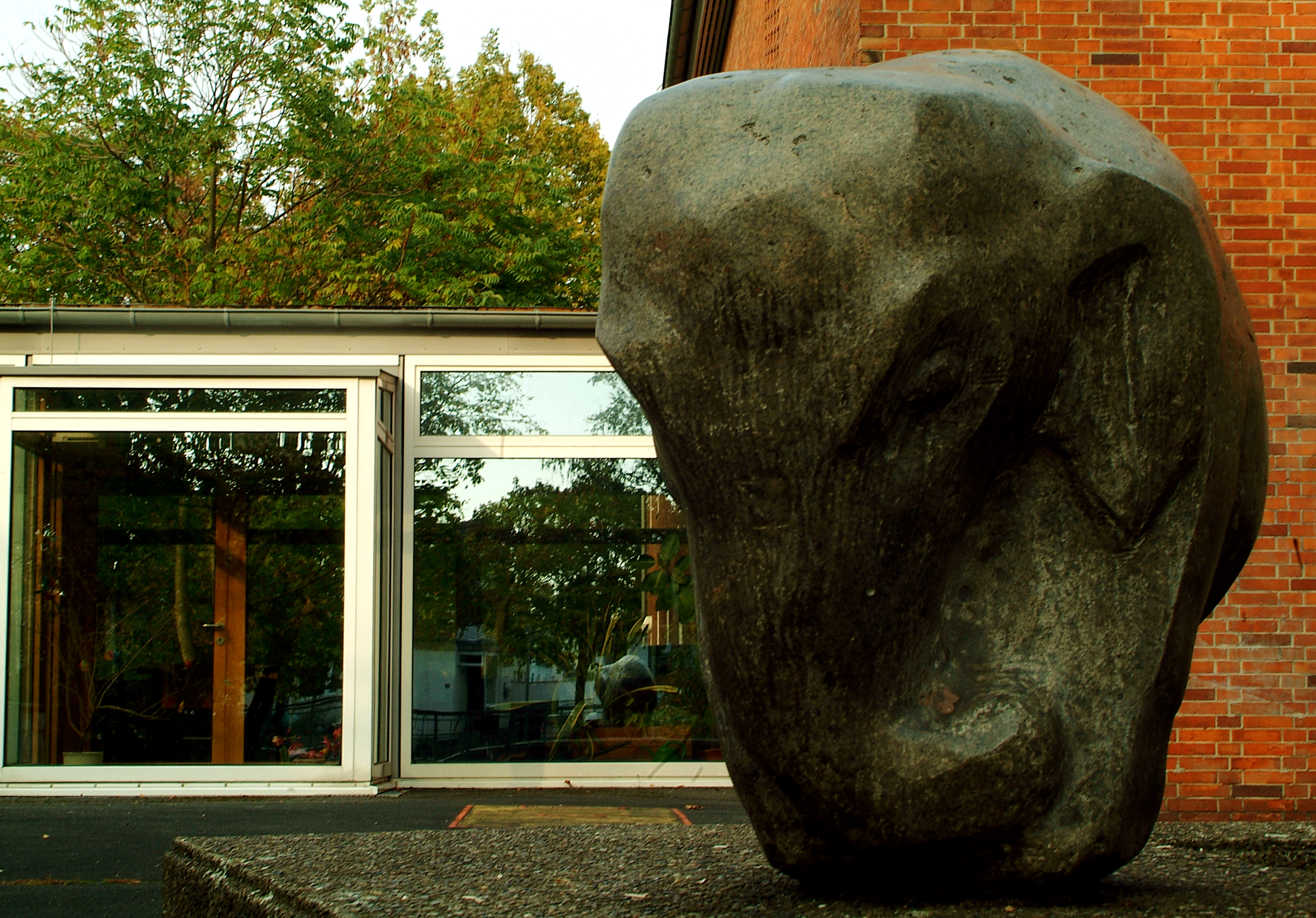
Der „Elefant“ auf dem Schulhof der Martin-Luther-King-Schule in Hannover

Peter Greve war der Sohn des Malers Georg Greve-Lindau und seiner Frau Lisel geb. Ambos. Er schloss eine Gesellenprüfung als Maler ab. Von 1930 bis 1933 besuchte er die Kunstgewerbeschule Hamburg, 1933 die Hochschule für Bildende Künste in Berlin und 1935 die Akademie der Bildenden Künste München. Ein Studienaufenthalt führte ihn nach Paris.
Ab 1938 wirkte Greve als freischaffender Bildhauer. Er lebte in Bissendorf in der Region Hannover.
In der Nachkriegszeit wirkte Greve nach 1946 als Maler und Bildhauer. Ab 1950 und bis 1974 nahm er Aufträge und Arbeiten an Kirchen und öffentlichen Gebäuden in Niedersachsen und Hessen an. In den 1950er Jahren beteiligte er sich zudem an Gruppenausstellungen in Hannover, Göttingen und Kassel. Das Deutsche Theater Göttingen widmete ihm eine Einzelausstellung, ebenso wie die Bibliothek des Niedersächsischen Landesmuseums Hannover.

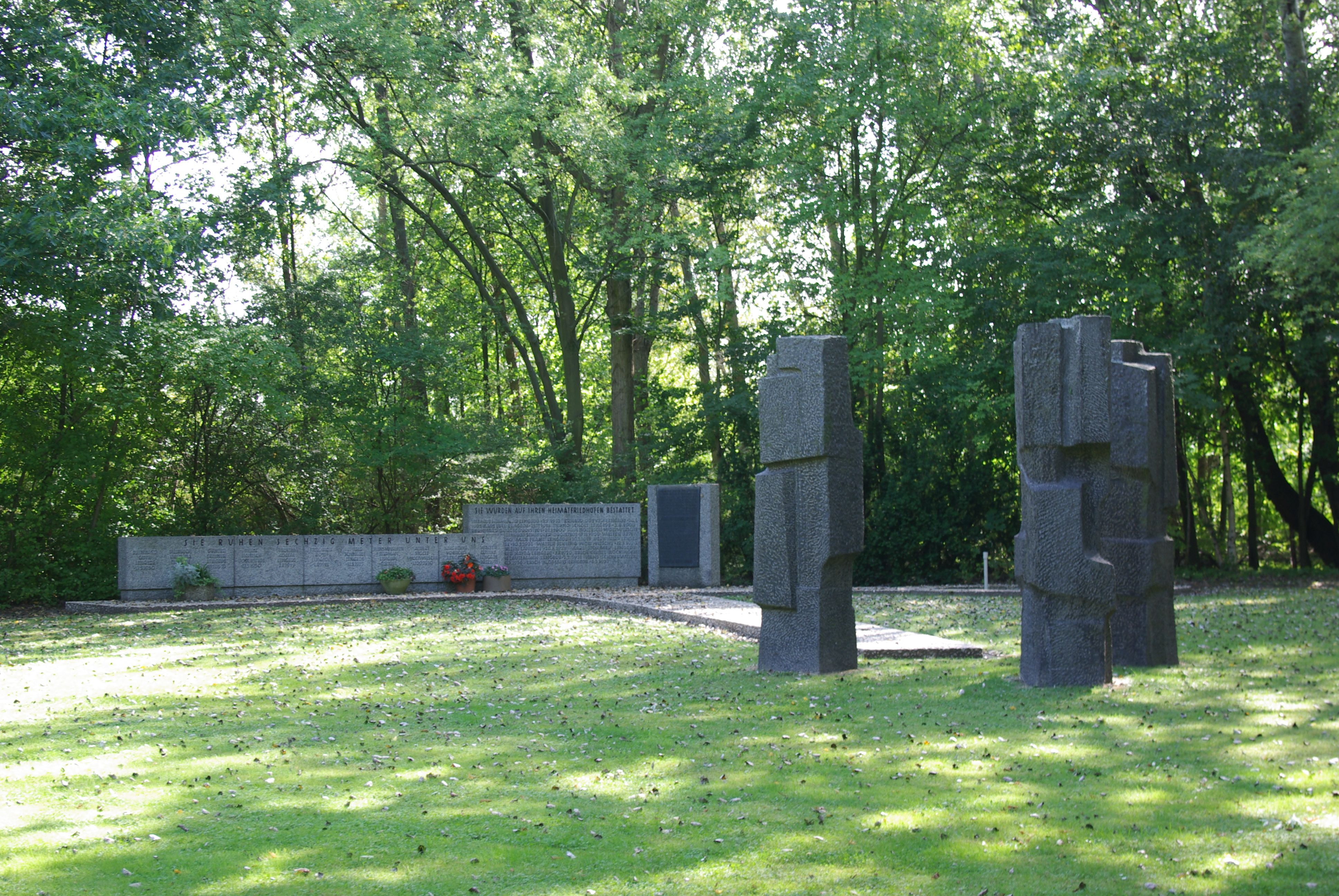
Gedenkstätte für die Opfer des Grubenunglücks von Lengede

Er war seit 1951 verheiratet mit der Portraitmalerin und Buchillustratorin Ursula Greve (1919–2007). Zusammen schufen sie u. a. die Gedenkstätte für das Grubenunglück von Lengede in der niedersächsischen Gemeinde Lengede.
Greves Sohn Henning (* 1954) schlug den Berufsweg als Stahlgestalter ein.
Als beim Bau der Schule in der Pyrmonter Straße in Oberricklingen 1956 ein Findling gefunden wurde, beauftragte die Stadt Hannover den Bildhauer, daraus eine Skulptur zu schaffen. Sie steht heute auf dem Schulhof der Martin-Luther-King-Schule Förderschule.
Nachdem sich Peter Greve ab 1975 wieder an Ausstellungen beteiligte, formulierte er sein Schaffen einmal so:

„Meine Aufgabe sehe ich im Suchen von Farb- und Formklängen, von Rhythmen und Strukturen, die dem Sehen und Erleben entsprechen, nicht aber die naturalistische Nachahmung der Umwelt.“

1979 hatte Greve Wohnsitz und Atelier unter der Adresse Natelsheideweg 63 in Bissendorf.

## Werke (Auswahl)
- Elefant, Schulhof der Sonderschule Pyrmonter Straße (Hannover), 1956, behauener Findling, Höhe 93 cm[1]
- Gekreuzigter, ev.-luth. Marienkirche in Hannover-Hainholz, Turmstraße, 1957[5]
- kupfergetriebene Doppeltür für die Philippuskirchengemeinde in Isernhagen-Süd[2]
- die Plastik „Christi Himmelfahrt“ in der Kirche St. Michaelis Bissendorf (1968)[6]
- Rückwärtige Altarwand (Betonplastik) in der ev.-luth. Bodelschwinghkirche Ledeburg-Stöcken in Hannover[7]